# Cycle de Tschaï
Le Cycle de Tschaï (titre original : Planet of Adventure) est un cycle  de science fantasy, écrit par l'auteur américain Jack Vance entre 1968 et 1970. Le cycle se compose de quatre volumes : Le Chasch, Le Wankh, Le Dirdir et Le Pnume. Ces noms sont ceux des principales races extraterrestres habitant la planète Tschaï.

## Présentation du cycle

### Situation dans l'œuvre
Écrit par Jack Vance entre 1968 et 1970, le Cycle de Tschaï fait de son auteur l'un des représentants majeurs d'un sous-genre caractéristique de la science-fiction : le planet opera. Bien qu'aucun des quatre volumes du cycle n'ait été distingué par de grands prix littéraires internationaux, Jack Vance reçoit des récompenses pour l'ensemble de son œuvre. 
L'apport majeur de l'auteur américain réside dans le style épique et picaresque qu'il insuffle à ses récits et surtout, dans la variété des races et des cultures extraterrestres fort détaillées qu'il invente. Pour Roland C. Wagner, ce cycle démontre le talent de Jack Vance à "créer des mondes baroques, riches en détails et hauts en couleur, qu'il décrit avec une luxe de précisions". À ce titre, le Cycle de Tschaï est représentatif du travail de l'auteur. Son influence se retrouve plus tard chez des auteurs comme Robert Silverberg ou Ayerdhal.

### Nouvelle édition critique
Une nouvelle publication en anglais de l'œuvre intégrale de Jack Vance est au cœur d'un grand projet éditorial, collaboratif et international, qui regroupe plus de 300 volontaires et s'intitule « The Vance Integral Edition » (abréviée « VIE »). Les éditeurs se sont basés sur les manuscrits originaux de l'auteur pour restituer aux différents volumes du Cycle de Tschaï certains de leurs titres originaux (« The Chasch » au lieu de « City of the Chasch ») et pour procéder à la révision critique des œuvres publiées.
Ce travail de réédition critique a révélé que les premiers éditeurs américains de Jack Vance étaient largement intervenus dans le texte original : modification de certaines fins, suppressions ou déplacements de paragraphes, simplification occasionnelle du lexique, réécriture complète de certaines sections, etc.
La version révisée du Cycle de Tschaï est parue en français en février 2016 dans la collection Nouveaux Millénaire.

## Classique de la science-fiction
Ce cycle est considéré comme un grand classique de la science-fiction dans les ouvrages de référence suivants :
- Annick Beguin, Les 100 principaux titres de la science-fiction, Cosmos 2000, 1981 ;
- Jacques Sadoul, Anthologie de la littérature de science-fiction, Ramsay, 1981 ;
- Enquête du Fanzine Carnage mondain auprès de ses lecteurs, 1989 ;
- Lorris Murail, Les Maîtres de la science-fiction, Bordas, coll. « Compacts », 1993 ;
- Stan Barets, Le science-fictionnaire, Denoël, coll. « Présence du futur », 1994.

Selon Roland C. Wagner, il s'agit d'un "cycle éblouissant" faisant partie des ouvrages "indispensables" de la science-fiction, et du chef-d'œuvre de Jack Vance.

## Éditions françaises
Volumes séparés
- Jack Vance (trad. de l'anglais par Michel Deutsch), Le Chasch [« City of the Chasch »], Paris, J'ai lu, coll. « SF » (no 721), 1976, 215 p. (ISBN 2-277-11721-8) ;
- Jack Vance (trad. de l'anglais par Michel Deutsch), Le Wankh [« Servants of the Wankh »], Paris, J'ai lu, coll. « SF » (no 722), 1977, 217 p. (ISBN 2-277-11722-6) ;
- Jack Vance (trad. Michel Deutsch), Le Dirdir [« The Dirdir »], Paris, J'ai lu, coll. « SF » (no 723), 1977, 222 p. (ISBN 2-277-11723-4) ;
- Jack Vance (trad. de l'anglais par Michel Deutsch), Le Pnume [« The Pnume »], Paris, J'ai lu, coll. « SF » (no 724), 1977, 220 p. (ISBN 2-277-11724-2).

Édition en deux volumes
- Jack Vance (trad. Michel Deutsch), Tschaï (tomes I et II) [« Tschaï, the Planet of Adventures »], Paris, Opta, coll. « Club du livre d'anticipation », 1971 (BNF 35210776)

Édition révisée en un volume
- Jack Vance (trad. de l'anglais par Michel Deutsch révisée par Sébastien Guillot), Tschaï : L'Intégrale [« Tschaï, the Planet of Adventures »], Paris, J'ai lu, coll. « Nouveaux Millénaires », 2016, 804 p. (ISBN 978-2-290-11691-3)
- Jack Vance (trad. de l'anglais par Michel Deutsch révisée par Sébastien Guillot), Tschaï : L'Intégrale [« Tschaï, the Planet of Adventures »], Paris, J'ai lu, coll. « SF » (no 12743), 2019, 910 p. (ISBN 978-2-290-17292-6)

## Adaptations
Le Cycle de Tschaï est adapté en bande dessinée en huit tomes par Jean-David Morvan au scénario, Li-An au dessin et Scarlett Smulkowski aux couleurs chez Delcourt dans la collection Neopolis :
1. Le Chasch - volume I, 2000[2] ;
2. Le Chasch - volume II, 2001 ;
3. Le Wankh - volume I, 2001 ;
4. Le Wankh - volume II, 2002 ;
5. Le Dirdir - volume I, 2003 ;
6. Le Dirdir - volume II, 2004[3] ;
7. Le Pnume - volume I, 2006 ;
8. Le Pnume - volume II, 2008.